# Prosper Coinquet
François Prosper Barthélémy Coinquet, né le 6 août 1825 à Nantes et mort le 11 décembre 1892 au château de Port-Mulon (Nort-sur-Erdre), est un avocat, compositeur, poète et homme politique français.

## Biographie
Après avoir obtenu sa licence en droit, Prosper Coinquet s'inscrit comme avocat au barreau de Nantes. Il épouse Armande Phélippes-Beaulieu, fille de l'avocat et archéologue Louis Phélippes-Beaulieu, maire de Sautron (1830-1833), et d'Estelle Demangeat, ainsi que sœur d'Emmanuel Phélippes-Beaulieu. Leur fille épousera le comte de Béjarry.
S'adonnant à la musique et à la poésie, il est président de la société musicale La Symphonie et de la société littéraire Le Grillon, vice-président de la Société des concerts populaires de Nantes et membre de la Société du Caveau et de la Société des bibliophiles bretons et de l'histoire de Bretagne. Il organise des concerts et fêtes populaires de charité à Nantes.

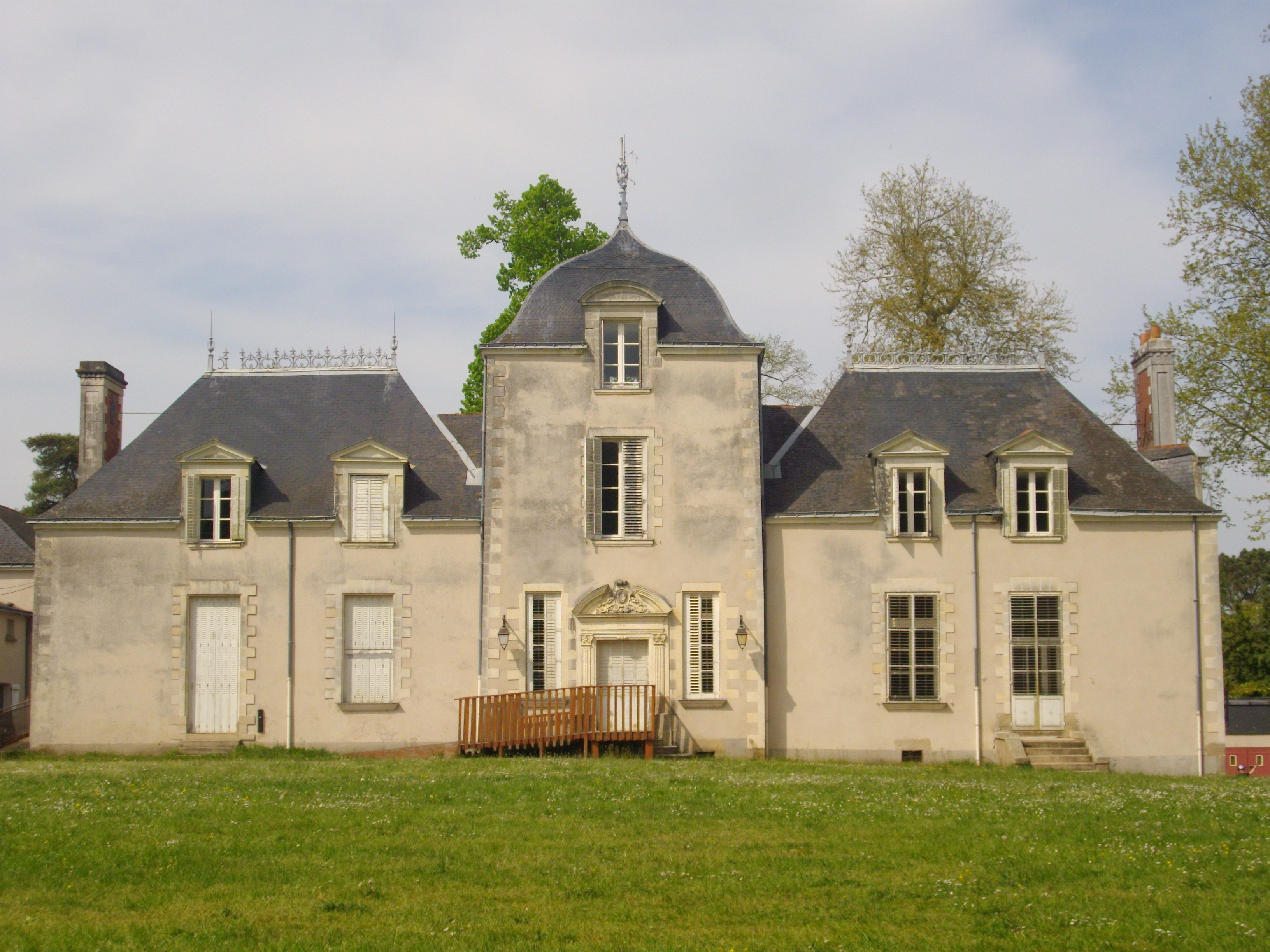
Le château du Port-Mulon, à Nort.

Propriétaire du château du Port-Mulon, au bord de l'Erdre, il y organise des dîners littéraires et des soirées musicales autour des artistes nantais, qui s'y rendent en bateau. Il devient maire de Nort-sur-Erdre (1859-1874 et 1877-1892) et membre du Conseil général de la Loire-Inférieure pour le canton de Nort-sur-Erdre (1859-1874 et 1883-1887, devenant secrétaire du conseil général en 1869). Il occupe également les fonctions de président du comice agricole de la Loire-Inférieure.

## Distinctions
- Chevalier de l'ordre de Saint-Grégoire-le-Grand

## Hommages
Une rue de Nantes est baptisée en son hommage.

## Œuvre
- Vanitas vanitatum ou Pourquoi donc accuser les autres puisque vous en faites autant ?, chanson, 1887.
- Armande, suite de valses pour piano, 1887.
- Le Collier qui s'égrène, chanson, 1887.
- Le Port-Mulon, suite de valses, arrangée pour musique militaire par E. Fritsch..., 1887.
- La Sonnette, chanson, 1886.
- Tout a été chanté, chanson, 1886.
- Marie Fanny et suite de valses pour piano, 1886.
- Les Caractères, chanson, 1886.
- Les Surprises, suite de valses pour piano, 1886.
- Quoi de mieux du Mariage ou du Célibat, chanson, 1886.
- La dernière Heure du bal valse pour piano, 1886.
- Les Premiers rayons du soleil, chanson, 1885.
- Le Vieux chanteur, chanson, 1885.
- Le Vieux logis, chanson, 1885.
- Les Apéritifs, chanson, 1885.
- L'Invitation, chanson, 1885.
- Le Meilleur des Miroirs, chanson, 1885.
- Si j'étais Poète, chanson, 1885.
- La Cheminée, fabliau, 1885.
- Symphonia, valse orchestrée (pour musique militaire) par Rouveirolis..., 1885.
- A quoi tient le bonheur, chanson, 1885.
- J'étais Poète ! chanson, 1885.
- Méfiez-vous beaucoup mes amis, chanson, 1885.
- C'était bien mieux de notre temps, chanson, 1885.
- Un dîner à bord du Korrigan, chanson, 1885.
- Les Cancrelas, chanson, 1885.
- De tous malheurs nous accusons les Dieux, chanson, 1885.
- La Sensitive, chanson, 1885.
- Une bonne philosophie, chanson, 1885.
- Le Rêve valse pour piano, 1884.
- Julietta, boléro, 1884.
- Après les élections (Petit entretien) entre un Père et ses filles, chansonnette, 1884.
- Le Port-Mulon, suite de valses pour piano, 1884.
- Symphonia, valse pour piano, 1884.
- Le Retard, valse pour piano, 1883.
- Le Rêve, valse pour piano, 1883.